# Лабарум
Лабарум (лат. Labarum) — государственное знамя (крестовое знамя, царское знамя, священная хоругвь) императорского Рима, военный штандарт особого вида, со времен христианства (ранние знаки (знамёна) в войске — manus, signa, vexilla).
Лабарум имел на конце древка навершие — монограмму Иисуса Христа (хризму), а на самом полотнище надпись: лат. «Hoc vince» (церк.-слав. Сим победиши, буквально «Сим побеждай»). Впервые введён императором Константином Великим после того, как накануне битвы у Мульвийского моста (312 год) он по преданию увидел на небе знамение Креста. 
До позднейшего времени ни одного экземпляра лабарума не сохранилось. 
Носившие Лабарум военнослужащие назывались векзилиферами, так как формально лабарум является поздним типом древнеримского штандарта вексиллум. Охрана лабарума была вверена пятидесяти гвардейцам испытанной храбрости и преданности.

## Лабарум Константина Великого
Первое упоминание о лабаруме содержится у Лактанция (ум. ок. 320). Согласно этому автору, образ лабарума явился Константину во сне накануне битвы у Мульвийского моста (312). Одновременно он услышал голос, произносящий слова: греч. ἐν τούτῳ νίκα — лат. In hoc signo vinces, то есть «с этим знаком победишь». По настоянию Константина, его солдаты поместили изображение лабарума на своих щитах и на следующий день одержали громкую победу, которая доставила их предводителю императорский трон.
Евсевий Кесарийский предлагает несколько другую трактовку событий. В «Церковной истории» он приурочивает первое явление лабарума Константину ко времени его службы в Галлии задолго до битвы у Мульвийского моста. Впоследствии, ссылаясь на устное сообщение самого императора, Евсевий исправил и детализировал свои сведения о лабаруме. Со слов Константина, передаваемых Евсевием, лабарум явился императору перед битвой у Мульвийского моста, когда огромный крест закрыл собой солнце в присутствии всей 40-тысячной римской армии.
Этому соответствует свидетельство дукса Египта Артемия, бывшего очевидцем события и казнённого впоследствии императором Юлианом: «Ты унизил блаженного Константина и его род, назвав его врагом богов и человеком безумным. Но он был обращён ко Христу от богов ваших, чрез особое призвание свыше. Об этом ты послушай меня, как свидетеля сего события. Когда мы шли на войну против лютого мучителя и кровожадного Максенция, около полудня явился на небе крест, сиявший ярче солнца, и на том кресте звездами были изображены латинские слова, обещавшие Константину победу. Все мы видели тот крест, явившийся на небе, и прочитали написанное на нём. И ныне в войске есть ещё много старых воинов, которые хорошо помнят то, что ясно видели своими глазами. Разузнай, если хочешь, и ты увидишь, что я говорю правду.» (Свт. Димитрий Ростовский. Жития святых, т. 2, Октябрь (20 октября ст. с.). Житие св. муч. Артемия. См. также: PG.36.241.21. John of Damascus, Passio Sancti Artemii).

## Лабарум после Константина
Ни одного экземпляра лабарума не сохранилось до нашего времени, но судя по изображениям его на разных памятниках, форма знамени в подробностях была разнообразна. Ближайшие преемники Константина сохранили лабарум; император-язычник Юлиан снял с него хризму, позже опять восстановленную. По словам историка Сократа Схоластика, первоначальный labarum, как реликвия, хранился, в его время (около 430 года) в константинопольском дворце, а если верить Феофану, его видели там ещё в IX веке.
В средневековом западном христианстве лабарум не имел большого хождения до эпохи Возрождения, когда им заинтересовались художники и исследователи античности. Языковедам не удалось достоверно установить этимологию слова, однако ряд позднейших исследователей разглядел в буквах Р и Х, заключённых в круг, древний языческий символ Солнца. По этой причине протестанты, как правило, не признают лабарум в качестве исконного христианского символа, хотя этот знак встречается и в  христианских гробницах III века н. э., то есть задолго до правления Константина.
Лабарум также дал свое название Лабаро, одному из районов Рима, примыкающему к Прима Порте, где по преданию, произошло «видение Константина».
В XX веке шведский геолог Йенс Ормо выступил с предположением, что увиденный Константином в небе крест был атмосферным явлением, вызванным столкновением Земли с метеоритом, которое оставило кратер в Сиренте, Абруццо. Эта гипотеза не нашла поддержки в научной среде.